# 柳樂祐里
柳樂 祐里（なぎら ゆり、1992年5月11日 - ）は、東京都出身の、日本の柔道選手。階級は57kg級。身長165cm。血液型はAB型。組み手は左組み。得意技は大腰、舟久保固。

## 経歴
柔道は柔友館用賀柔道クラブで始めた。用賀中学から駒場高校を経て国士舘大学に進んだ。3年の時には初めての全国大会出場となった学生体重別の57kg級で決勝まで進むと、埼玉大学4年の金子瑛美を裏投げで破って優勝した。4年の時は5位にとどまった。2015年にはJR東日本の所属となると、2016年の実業団体ではチームメイトの渡辺華奈などとともに活躍して2位となった。2017年のアジアオープン・台北では初戦で自衛隊体育学校の金子に敗れるも、その後敗者復活戦を勝ちあがって3位になった。講道館杯では準々決勝で三井住友海上の玉置桃に上四方固で敗れるも、その後の3位決定戦でコマツの宇高菜絵を隅返で破って3位になった。2018年の体重別では初戦で三井住友海上の舟久保遥香に横四方固で敗れた。ヨーロッパカップ・ツェレェではオール一本勝ちで優勝した。講道館杯では7位だった。2019年の講道館杯では2回戦で舟久保に肩固で敗れた。

## 戦績
- 2013年 - 学生体重別　優勝
- 2014年 - 学生体重別　5位
- 2016年
  - - 実業団体　2位
  - - アジアオープン・台北　5位
- 2017年
  - - アジアオープン・台北　3位
  - - 実業個人選手権　5位
  - - 講道館杯　3位
- 2018年
  - - ヨーロッパカップ・ツェレェ　優勝
  - - 実業個人選手権　5位
  - - 講道館杯　7位

(出典、JudoInside.com)